# Hans Cranach

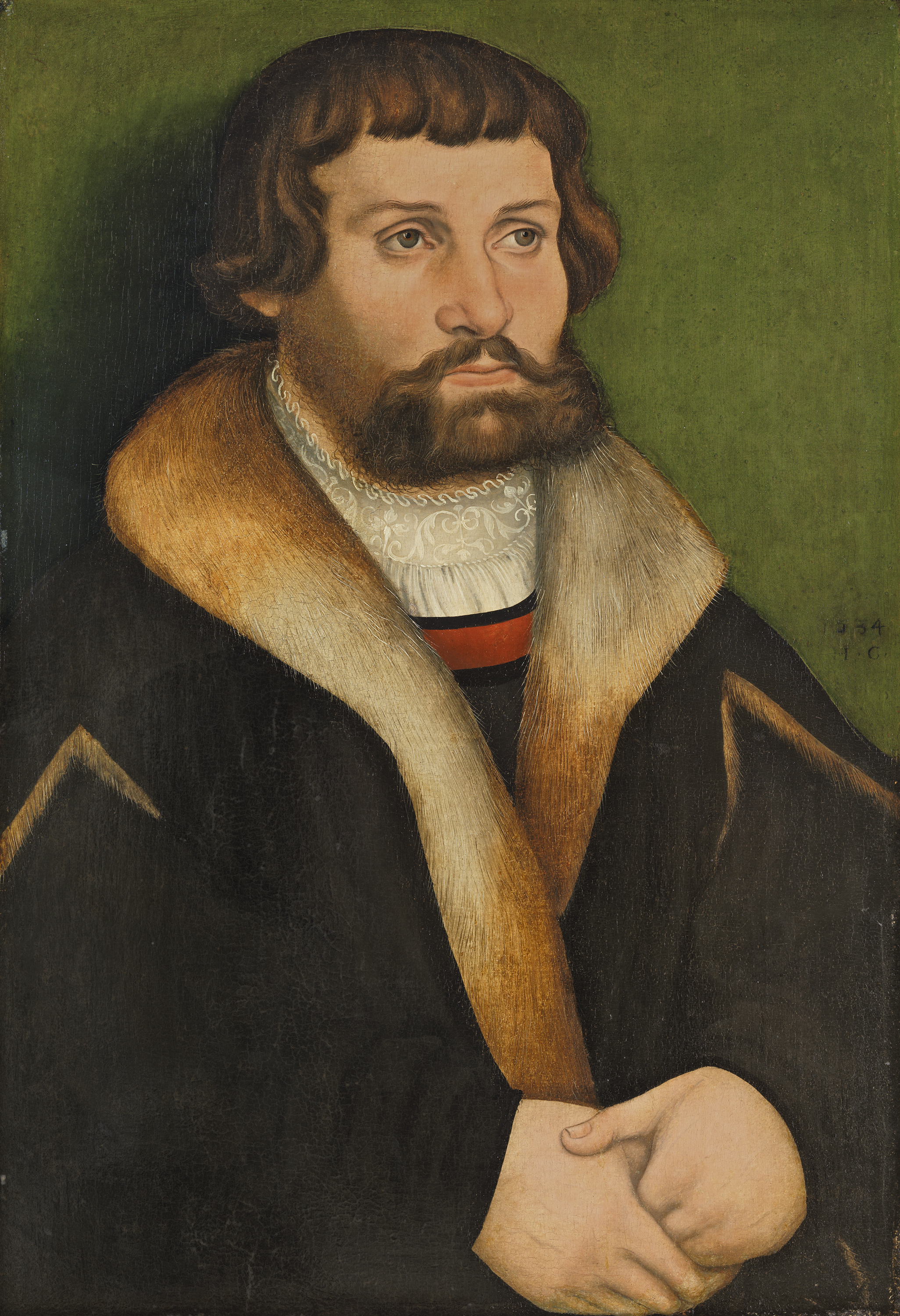
Hans Cranach, Portret brodatego mężczyzny, 1934

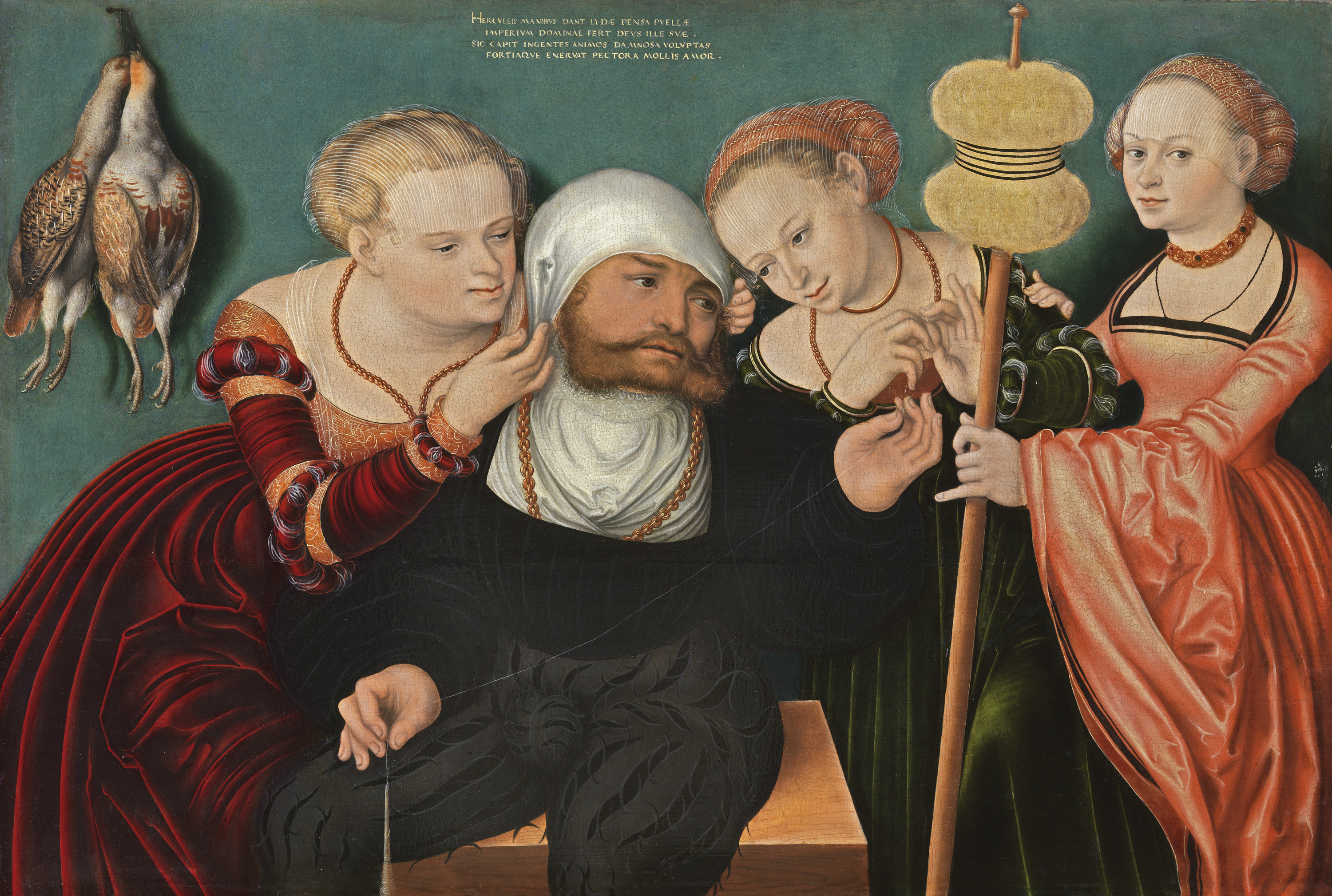
Hans Cranach, Herkules na dworze Omphale, 1537

Hans Cranach, też Johann Lucas Cranach (ur. ok. 1513 w Wittenberdze, zm. 9 października 1537 w Bolonii) – niemiecki malarz, starszy syn Lucasa Cranacha.

## Życiorys
Był uczniem i współpracownikiem swojego ojca. Odegrał ważną rolę w warsztacie Cranacha, na zamku w Torgau. Malował na desce i na płótnie. Jego prace nie wykazują jednak ani stylistycznej, ani tematycznej niezależności od twórczości Lucasa Cranacha starszego. Możliwe, że wraz z młodszym bratem – Lucasem – był współautorem niektórych dzieł przypisywanych ich ojcu.
Znane są tylko dwa obrazy sygnowane przez Hansa Cranacha: Portret brodatego mężczyzny (1534) oraz Herkules na dworze Omphale (1537) (znany też jako Herkules i Omphale); oba znajdują się w Madrycie, w Muzeum Thyssen-Bornemisza. Podpis Hansa Cranacha pojawia się również w przechowywanym w hanowerskim Museum August Kestner szkicowniku z 1536, ze studiami portretów wykonanych w technice silverpoint i niektórymi pejzażami z trasy do Włoch.